# مكتب ولاية نيويورك للأشخاص ذوي الإعاقات التنموية
مكتب ولاية نيويورك للأشخاص ذوي الإعاقات النمائية هو وكالة تنفيذية في ولاية نيويورك، وتتمثل مهمته في تقديم الخدمات وإجراء البحوث للأشخاص ذوي الإعاقات الذهنية والإعاقات النمائية. يُعد هذا المكتب واحداً من أكبر الوكالات في ولاية نيويورك، إذ يتمتع بتفويض لتقديم الخدمات والدعم لأكثر من 130,000 شخص من ذوي الإعاقات الذهنية أو النمائية، ويقود قوة عاملة تتجاوز 22,000 من العاملين في الدعم المباشر، والأطباء السريريين، والممرضين، والباحثين، وغيرهم من المهنيين في جميع أنحاء الولاية. ويُدير 13 مكتباً لخدمات الإعاقات النمائية، تُشغّل منازل جماعية للأشخاص ذوي الإعاقات الذهنية والنمائية ضمن رعايته. ويُعد جزءاً من دائرة الصحة النفسية الصورية إلى جانب مكتب الصحة النفسية ومكتب خدمات ودعم علاج الإدمان.
يقع مقر الوكالة في ألباني، نيويورك في 44 شارع هولاند.

## تاريخ
تأسست الوكالة استجابةً لفضيحة مدرسة ولاية ويلو بروك عام 1972، والدعوى القضائية التي تلتها، ومرسوم الاتفاق الصادر عام 1975.
تأسست دائرة الصحة النفسية بين عامي 1926 و1927 كجزء من إعادة هيكلة حكومة الولاية، وأُنيط بها مسؤولية رعاية الأشخاص المصابين بإعاقة ذهنية أو مرض نفسي أو الصرع. في عامي 1966 و1967، أجاز قانون تسهيلات النُزل المجتمعية إنشاء مرافق سكنية مجتمعية أو منازل جماعية. وفي عامي 1977 و1978، أُعيد تنظيم دائرة الصحة النفسية لتُصبح ثلاث وكالات مستقلة: مكتب الصحة النفسية، مكتب الكحولية وتعاطي المخدرات، ومكتب الإعاقة الذهنية والإعاقات النمائية. في تموز 2010، تغير اسم الوكالة من مكتب الإعاقة الذهنية والإعاقات النمائية إلى اسمها الحالي. وقد تأسس معهد البحوث الأساسية في الإعاقات النمائية عام 1958 من أجل إجراء البحوث الأساسية والسريرية في أسباب وعلاج الإعاقات الذهنية.

## قائمة المفوضين
| اسم                   | التواريخ في المكتب        | المحافظون الذين خدموا                | تعليقات                                                                             |
| --------------------- | ------------------------- | ------------------------------------ | ----------------------------------------------------------------------------------- |
| توماس كوفلين الثالث   | 1978 - 1980               | هيو كاري                             | المفوض الأول.                                                                       |
| جيمس إي إنترون        | 1980 – 1982               | هيو كاري                             |                                                                                     |
| زيموند ل. سليزاك      | 1982 – 1983               | هيو كاري                             |                                                                                     |
| آرثر واي ويب          | 1983 – يناير 1990         | ماريو كومو                           | استقال ليصبح مديرًا لقسم خدمات علاج الإدمان في ولاية نيويورك.                        |
| إلين م. هاو           | فبراير 1990 – سبتمبر 1993 | ماريو كومو                           | تم تعيينه مفوضًا لقسم التخلف العقلي السابق (قسم خدمات التنمية حاليًا) في ماساتشوستس . |
| توماس أ. مول          | سبتمبر 1993 – 2006        | ماريو كومو، جورج باتاكي إليوت سبيتزر |                                                                                     |
| ديانا جونز ريتر       | مارس 2007 – يوليو 2010    | إليوت سبيتزر، ديفيد باترسون          | استقال ليصبح المدير الإداري لهيئة النقل الحضري لمدينة نيويورك.                      |
| ماكس شمورا            | يوليو 2010 – مارس 2011    | ديفيد باترسون، أندرو كومو            | الاستقالة القسرية.                                                                  |
| لوري أ. كيلي          | يوليو 2013 – 2014         | أندرو كومو                           | بالوكالة. استقال.                                                                   |
| كيري ديلاني           | 2014 – 2019               | أندرو كومو                           | بالوكالة. استقال.                                                                   |
| الدكتور ثيودور كاستنر | 2019 – نوفمبر 2021        | أندرو كومو                           | استقال.                                                                             |
| كورتني بيرك           | أبريل 2011 – يوليو 2013   | أندرو كومو                           | استقال ليصبح نائب وزير الصحة الجديد في نيويورك.                                     |
| كيري إي. نيفيلد       | نوفمبر 2021 – يونيو 2024  | كاثي هوشول                           | أصبح مفوضًا بالإنابة في نوفمبر 2021 وتم تأكيده كمفوض دائم في مارس 2022. استقال.      |
| ويلو بير              | يوليو 2021 - حتى الآن     | كاثي هوشول                           | التمثيل.                                                                            |

## الهيكل
يُدير المكتب خمسة مكاتب إقليمية للإعاقات النمائية مسؤولة عن تنسيق ومراقبة خدمات مقدمي الخدمة غير الربحيين، وإدارة عملية التسجيل.
| منطقة | منطقة                              |
| ----- | ---------------------------------- |
| 1     | غرب نيويورك وبحيرات فينجر          |
| 2     | وسط نيويورك، بروم وسانماونت        |
| 3     | منطقة العاصمة، تاكونيك ووادي هدسون |
| 4     | مترو، بروكلين، جزيرة ستاتن وكوينز  |
| 5     | لونغ آيلاند                        |

## الأهلية
تُحدد أهلية الحصول على خدمات المكتب بناءً على مراجعة طلب التقديم والمعلومات الداعمة الأخرى. تشمل الإعاقات النمائية التي قد تُؤهل الفرد للحصول على خدمات المكتب ما يلي: الإعاقة الذهنية، اضطراب طيف التوحد، الشلل الدماغي، الصرع، خلل التوتر العائلي، متلازمة برادر ويلي، والاضطرابات العصبية.

## البيانات الديموغرافية
يُقدِّم المكتب خدماته لنحو 130,000 من سكان ولاية نيويورك من ذوي الإعاقات النمائية. 65% من المستفيدين ذكور و35% إناث. ويبلغ البالغون الذين تتراوح أعمارهم بين 21 و64 سنة نسبة 59% من إجمالي المستفيدين، في حين يشكل الأطفال دون سن 21 نسبة 34%، وكبار السن فوق 65 سنة نسبة 7%. وتبلغ نسبة الأشخاص البيض بين المستفيدين 66.2%.
التشخيصان الرئيسيان للمستفيدين من الخدمات هما الإعاقة الذهنية (53%) والتوحد (27%).

## الخدمات والتمويل
بالإضافة إلى شرط الأهلية، يجب على الأفراد إثبات حاجتهم لكل خدمة يطلبونها. تُقدَّم معظم خدمات المكتب من خلال برنامج ميديكيد في ولاية نيويورك، والممول بشكل مشترك من الحكومة الفيدرالية وحكومة الولاية. أما الأفراد الذين يحتاجون إلى دعم وخدمات تفوق ما تموله ولاية نيويورك بنسبة 100%، فعليهم التسجيل في برنامج الإعفاء من القواعد العامة (1915-ج) لخدمات المجتمع والمنزل التابع للمكتب. واعتباراً من عام 2023، بلغت نفقات ميديكيد السنوية الخاصة بالمكتب 9 مليارات دولار، بمتوسط إنفاق يبلغ 70,000 دولار لكل فرد.
| خدمة                              | وصف | مصدر التمويل                                       |
| --------------------------------- | --- | -------------------------------------------------- |
| خدمات دعم الأسرة (FSS)            | تقديم الدعم لعائلة يعيش معها أحد أحبائها من ذوي الإعاقة النمائية. قد يشمل ذلك تدريبًا على المهارات الاجتماعية، ودعمًا في الأزمات، ودعمًا سلوكيًا، وتعويضًا للأسرة. | ولاية نيويورك                                      |
| دعم الإسكان (سابقا ISS)           | المساعدة في دفع الإيجار لمنزل الفرد أو السكن المجتمعي الذي يوفر الدعم لاكتساب مهارات الحياة المستقلة.                                                         | ولاية نيويورك                                      |
| التأهيل المجتمعي والتأهيل النهاري | تعليم الفرد مهارات العيش بشكل مستقل قدر الإمكان. | إعفاء HCBS 1915(c)                                 |
| راحة                              | يوفر الراحة لمقدمي الرعاية الذين لديهم أحباء يعيشون في المنزل معهم.                                                                                           | إعفاء HCBS 1915(c)                                 |
| التكنولوجيا المساعدة              | الأجهزة المساعدة أو التعديلات على منزلك أو سيارتك لدعم الأفراد في العيش في المنزل.                                                                            | إعفاء HCBS 1915(c)                                 |
| خدمات التوظيف                     | مساعدة الأفراد على اكتساب المهارات اللازمة للحصول على وظيفة والاحتفاظ بها.                                                                                    | إعفاء HCBS 1915(c)                                 |
| الدعم السلوكي                     | تعليم الأفراد مهارات التعامل مع السلوكيات والعواطف الصعبة. | إعفاء HCBS 1915(c)                                 |
| خدمات العيادة                     | لتوفير بعض الدعم التأهيلي مثل العلاج الطبيعي والعلاج المهني وأمراض النطق واللغة أو خدمات التشخيص والتقييم.                                                    | خدمات خطة ولاية نيويورك الطبية (غير قابلة للتنازل) |

يمكن تقديم الخدمات بشكل مباشر من قبل OPWDD أو من خلال وكالات تقديم الخدمات غير الربحية .

## ضباط السلامة والأمن

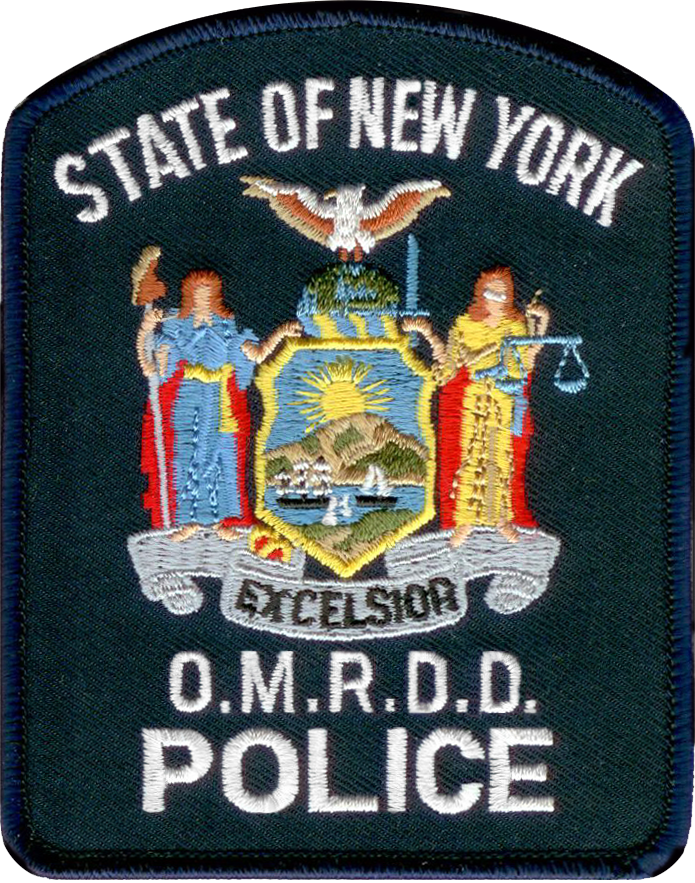
الشعار السابق

يتمتع ضباط السلامة والأمن في مكتب ولاية نيويورك للأشخاص ذوي الإعاقات النمائية بصفة "ضابط سلام"، مما يمنحهم صلاحيات محدودة بموجب قانون الصحة النفسية (المادة 7.25)، وقانون الصحة العامة (المادة 455)، وقانون الإجراءات الجنائية (المواد 2.10–12). ويتحمل المكتب مسؤولية تقديم خدمات الأمن في المقرات الثلاثة عشر التابعة له في ولاية نيويورك. كما يتولى هؤلاء الضباط نقل الأشخاص من ذوي الإعاقات النمائية إلى المحاكم وغيرها من منشآت المكتب. ويُوظف هؤلاء كضباط للسلامة والأمن ولا يُسمح لهم بموجب قانون ولاية نيويورك وسياسات المكتب بحمل أو استخدام الأسلحة النارية، إلا أنهم يحملون هراوة قابلة للتمديد، وأصفاد، ورذاذ الفلفل، وسترات واقية من الرصاص، ومصباح يدوي، وجهاز اتصال لاسلكي مرتبط مباشرةً بزملائهم الضباط والمكتب الرئيسي للمنشأة.
| عنوان               | شارة | لون القميص الموحد               |
| ------------------- | ---- | ------------------------------- |
| رئيس                |      | أزرق داكن أو أبيض (حسب المنشأة) |
| رقيب                |      | الأزرق الداكن                   |
| ضابط السلامة والأمن |      | الأزرق الداكن                   |

المسمى الوظيفي المدني المعتمد من دائرة الخدمة المدنية في ولاية نيويورك لضباط المكتب هو "ضابط سلامة وأمن". وهناك ثلاث درجات (تُعتبر بمثابة رُتب) داخل الوكالة.يتم تنظيم اختبارات ترقية بصفة دورية لمنح فرص للترقي. ويجب على الضباط الجدد إتمام "دورة أساسيات ضابط السلام"، والتي تشمل تدريباً في المجالات التالية:
- قانون العقوبات، قانون الإجراءات الجنائية
- إنفاذ قوانين السلامة من الحرائق والمباني والحياة
- الاستخدام المشروع للقوة، التكتيكات الدفاعية، التدريب البدني
- السيطرة على الحشود والشغب
- تقنيات الاعتقال والإجراءات
- كتابة التقارير
- تقنيات الدورية
- تقنيات التحقيق
- قيادة المركبات في الحالات الطارئة
- إدارة الحوادث الحرجة
- أسلحة الدمار الشامل
- تشغيل الحاسوب
- علوم الحريق، السلامة، وتدريب التحقيقات

بعد التدريب، يُكمل كل ضابط جديد تدريباً ميدانياً عملياً لمدة لا تقل عن ستة أسابيع تحت إشراف ضابط كبير من منشأته الخاصة.
بعض المهام التي يُنفذها هؤلاء الضباط تشمل، على سبيل المثال لا الحصر، إنفاذ القوانين المحلية وقوانين الولاية، حماية الأفراد والممتلكات، منع الجرائم والكشف عنها، التفتيش عن الممنوعات والقضاء عليها، مرافقة المرضى إلى منشآت خارجية، القبض على المرضى الهاربين، وتنفيذ مذكرات التوقيف الصادرة بموجب قانون الصحة النفسية.
كما يتولى ضباط السلامة والأمن تنفيذ إجراءات السلامة من الحرائق، والتي تشمل إجراء تدريبات إخلاء، وتقديم دروس في السلامة من الحرائق، وفحص طفايات الحريق، وتفتيش المباني. بالإضافة إلى ذلك، فإنهم مسؤولون عن الحفاظ على السلم والسلامة والأمن في المنشآت التي يُكلفون بها.

## روابط خارجية
- الموقع الرسمي لـ OPWDD
- مركز العدالة في ولاية نيويورك
- اللوائح في قوانين وقواعد وأنظمة نيويورك
- البيانات على Data.NY.gov